# Orta Nova
Orta Nova là một đô thị thuộc tỉnh Foggia trong vùng Puglia.
Orta Nova có diện tích 103  km², dân số 17.422 người. Đô thị này giáp với các đô thị sau: 
Ascoli Satriano, Carapelle, Cerignola, Ordona, Stornara, Stornarella.